# Alexander Cassinone
Alexander Cassinone (* 24. Dezember 1866 in Karlsruhe; † 21. Juli 1931 in Wien) war ein österreichischer Maschinenbauingenieur und Luftfahrtpionier.

## Leben
Cassinone studierte an den Technischen Hochschulen Karlsruhe und Hannover Maschinenbau. In Karlsruhe wurde er Mitglied des Corps Saxonia Karlsruhe. Nach Abschluss des Studiums und ausgedehnten Orientreisen wurde er 1898 Generaldirektor der Wiener Vertretung der Gebr. Körting AG. In den Jahren 1906 bis 1909 betätigte er sich als Konstrukteur von  Maschinenteilen für U-Boote. 1909 war er an der Konstruktion des Luftschiffs M III beteiligt. Selbst aktiver Freiballonfahrer engagierte er sich in den Gremien der frühen österreichischen Luftfahrt. So war er Ausschussmitglied und von 1910 bis 1921 Präsident des Flugtechnischen Vereins. 1910 wurde er zum Vizepräsidenten und 1926 zum Präsidenten des Österreichischen Aero-Clubs gewählt. Er gehörte auch dem Verein Deutscher Ingenieure (VDI) und dem Österreichischen Verband von Mitgliedern des VDI an.

## Auszeichnungen
- Ehrenpräsident des Österreichischen Aero-Clubs
- Umbenennung der Lannerstraße in der Wiener Donaustadt in Cassinonestraße, 1961